# Anastasia Boldîreva
Anastasia Veaceslavovna Boldîreva (în rusă Анастасия Вячеславовна Болдырева) (n. 10 februarie 1988, în Celiabinsk) este  o handbalistă din Rusia care joacă pentru clubul românesc HC Dunărea Brăila. Boldîreva evoluează pe postul de coordonator.
Pe 26 iunie 2014 s-a anunțat că Anastasia Boldîreva și colega ei de la Kuban Iulia Ganicikina se vor afla în probe în vederea transferului la echipa românească HC Dunărea Brăila, care joacă în Liga Națională.

## Biografie
Boldîreva a început să joace handbal la vârsta de 13 ani, cu profesorul Nikolai Dmitrievici Danilov. În 2004, ea a ajuns la Lada Toliatti, unde a jucat până în 2009. În 2007, Boldîreva a jucat cu echipa din Toliatti a finala Ligii Campionilor EHF, pe care a pierdut-o în fața lui Slagelse DT, și runda finală a Trofeului Campionilor EHF, unde a fost învinsă de Oltchim Râmnicu Vâlcea și aceeași Slagelse DT.
În 2009, Boldîreva s-a transferat în Grecia, la GAS Anagennisi Artas, iar în 2010, în Franța, unde a jucat trei ani, pentru H.A.C. Handball și Abbeville EAL. În 2013, ea a revenit în Rusia, după ce a semnat un contract cu Kuban Krasnodar.
Anastasia Boldîreva a absolvit Universitatea de Stat din Toliatti. Pentru performanțele ei sportive a fost recompensată cu titlul de Maestru al Sportului.

## Viața personală
Anastasia Boldîreva nu are copii și nu este căsătorită. Pasiunea ei extrasportivă este cititul și îi place muzica retro. Cartea ei preferată este Contele de Monte-Cristo, filmele preferate sunt Totul va fi bine și Singur acasă, iar actrița preferată Julia Roberts.

## Palmares
- Liga Campionilor EHF:
  - Finalistă: 2007
  - Semifinalistă: 2008

- Trofeul Campionilor EHF:
  - Finalistă: 2007